# Internazionali Femminili di Palermo 2012
Internazionali Femminili di Palermo 2012 - жіночий професійний тенісний турнір, що проходив на відкритих кортах з ґрунтовим покриттям. Це був 25-й за ліком турнір. Належав до Туру WTA 2012. Відбувся в Палермо (Італія). Тривав з 9 до 15 липня 2012 року. Сара Еррані здобула титул в одиночному розряді.

## Учасниці основної сітки в одиночному розряді

### Сіяні учасниці
| Країна    | Гравчиня                | Рейтинг1 | Сіяна |
| --------- | ----------------------- | -------- | ----- |
| Італія    | Сара Еррані             | 10       | 1     |
| Італія    | Роберта Вінчі           | 23       | 2     |
| Німеччина | Юлія Гергес             | 24       | 3     |
| Іспанія   | Анабель Медіна Гаррігес | 28       | 4     |
| Іспанія   | Карла Суарес Наварро    | 40       | 5     |
| Словенія  | Полона Герцог           | 46       | 6     |
| Франція   | Алізе Корне             | 60       | 7     |
| Чехія     | Барбора Стрицова        | 62       | 8     |

- 1 Рейтинг подано станом на 25 червня 2012

### Інші учасниці
Нижче наведено учасниць, які отримали вайлдкард на участь в основній сітці:
- Настасья Барнетт
- Марія Елена Камерін
- Анастасія Гримальська

Нижче наведено гравчинь, які пробились в основну сітку через стадію кваліфікації:
- Естрелья Кабеса Кандела
- Дія Евтімова
- Каталін Мароші
- Валентина Івахненко

Такі тенісистки потрапили в основну сітку як щасливий лузер:
- Саша Джонс

### Відмовились від участі
- Кая Канепі (п'яти)
- Міхаелла Крайчек
- Олександра Панова
- Шахар Пеєр
- Агнешка Радванська (захворювання верхніх дихальних шляхів)
- Франческа Ск'явоне (бронхіт)
- Галина Воскобоєва
- Клара Закопалова

### Знялись
- Каталін Мароші
- Анна Татішвілі

## Учасниці основної сітки в парному розряді

### Сіяні пари
| Країна   | Гравчиня        | Країна   | Гравчиня            | Рейтинг1 | Сіяна |
| -------- | --------------- | -------- | ------------------- | -------- | ----- |
| Чехія    | Рената Ворачова | Чехія    | Барбора Стрицова    | 106      | 1     |
| Хорватія | Дарія Юрак      | Угорщина | Каталін Мароші      | 163      | 2     |
| Росія    | Віра Душевіна   | Румунія  | Едіна Галловіц-Халл | 171      | 3     |
| Росія    | Олена Бовіна    | Франція  | Алізе Корне         | 191      | 4     |

- 1 Рейтинг подано станом на 25 червня 2012

### Інші учасниці
Нижче наведено пари, які отримали вайлдкард на участь в основній сітці:
- Настасья Барнетт /  Анастасія Гримальська
- Клаудія Джовіне /  Меделіна Гожня

### Знялись
- Анна Татішвілі (розтягнення правого стегна)

## Переможниці та фіналістки

### Одиночний розряд
- Сара Еррані —  Барбора Стрицова, 6–1, 6–3

### Парний розряд
- Рената Ворачова /  Барбора Стрицова —  Дарія Юрак /  Каталін Мароші, 7–6(7–5), 6–4